# نورمن پارک (جورجیا)
نرمن پارک، جورجیا (به انگلیسی: Norman Park, Georgia) یک شهر در ایالات متحده آمریکا با جمعیت ۹۷۲ نفر است که در جورجیا واقع شده‌است.

## موقعیت جغرافیایی
موقعیت جغرافیایی شهرها و مناطق اطراف به شرح زیر است: